# 트레이딩 카드 게임
수집형 카드 게임(Collectible card game, CCG)이라고도 불리는 트레이딩 카드 게임(Trading card game, TCG)은 본래의 카드 게임이 갖는 오락성 이외에 각각의 카드에 가치를 부여하여 거래가 가능하도록 하여 두 가지의 주요 목적을 가진다. 장소의 성질에 따라 오프라인 게임과 온라인 게임으로 나뉜다.
대표적으로 매직 더 개더링이나 유희왕, 판타지 마스터즈, 포켓몬 카드 게임 등이 있다.
손쉽게 모든 카드를 수집할 수 있다면 TCG 혹은 CCG라고 부르기 어려우며, 가장 성공한 예 중 하나인 매직 더 개더링의 경우 15,000종이 넘는 카드들이 존재한다.(판매량은 현재 1만종(OCG기준)이 된 유희왕 카드가 가장 높다. 총 300억장으로 2009년 기네스에 등재되었다.)
트레이드가 되지 않지만 수집은 가능한 카드 게임 (하스스톤, 확산성 밀리언아서 등)은 별도로 컬렉터블 카드 게임 (Collectible Card Game, CCG)이라고 부른다.
카드들이 모두 한 패키지에 묶여 있는 등의 이유로 트레이드도 불가능하고 수집도 불가능한 게임(아컴 호러 카드게임 등)은 또 별도로 리빙 카드 게임(Living Card Game, LCG)이라고 부른다.

## 양상
미국과 일본을 쌍두마차로 하여 위 두 나라 외에도 유럽, 동북아시아 등지에 많이 퍼져있다. 유통은 주로 카드게임샵이라는 독특한 형태로 이루어진다. 카드게임샵은 여러 TCG 카드를 파는 것에서 수익을 올리며, 게임을 즐길 수 있는 공간도 제공한다. 현재 시장이 가장 큰 TCG는 매직 더 개더링과 유희왕이다. 이외에도 포켓몬 카드 게임, 월드 오브 워크래프트 TCG, 바이스·슈발츠, VS System 등 수십여종이 전 세계적으로 유통되고 있다.
소드걸스는 미국과 일본으로 유통되고 있다.

## 나라별 TCG 현황

### 대한민국
한국에서 TCG는 아직 비주류문화로서 소수에 의해 플레이 된다. 그 중심에는 유희왕과 매직 더 개더링이 있다. 유저 연령대는 매직 더 개더링이 유희왕보다 높지만, 유희왕 유저들이 성장함에 따라 그 나이차는 점점 줄어드는 추세다.
한국의 카드게임샵은 두 종류로 양분된다. 듀얼존, 미카엘 같은 유희왕계열의 카드게임샵과 매직 더 개더링을 취급하는 보드게임방이다. 유희왕계열의 카드게임샵은 2000년대 초 생겨나기 시작했으며 현재는 유희왕 이외에도 일본산 TCG 몇 종을 겸하여 운영한다. 매직더게더링은 앞서 말했듯 주로 보드게임방에서 플레이되며, 해당 보드게임방은 던전 앤 드래곤이나 월드 오브 워크래프트 TCG 같은 미국발 수집형 게임을 같이 판매하기도 한다. 이외에도 월드 오브 워크래프트 TCG를 주력으로 하는 카드게임샵이 생겨나는 등 발전 가능성은 높다.
유희왕을 비롯하여 여러 TCG가 한국어로 발매되었지만, 모두 외국에서 발매되는 것을 수입, 번역하여 출판한 제품이다. 2007년 던전 앤 파이터 TCG가 한국에서 개발, 발매되었으나 회사 사정으로 2009년에 서비스 종료를 선언하였다. 2011년에는 카드파이트 뱅가드가 한국에 정발됨에 따라 유희왕을 대신할만한 새로운 TCG나 나왔다는 평을 받고 있다. 또한, 매직 더 개더링도 한글화되어 새로운 유저가 유입되고 있는 상황이다.
현재 한국에서 국문판으로 유통되는 TCG는 다음과 같다.
- 유희왕
- 월드 오브 워크래프트 TCG
- 포켓몬 카드 게임
- 메이플스토리 iTCG
- 라이브온 카드리버
- 카드파이트 뱅가드
- 매직 더 개더링
- 로드 오브 나이츠 (모바일)
- 판타지카 (모바일)
- 판타지 마스터즈
- 슈미드디바
- 소드걸스
- 언라이트
- 퓨처카드 버디파이트
- 하스스톤

### 애니메이션(만화)
- 유희왕
- 유희왕 듀얼몬스터즈
- 유희왕 GX
- 유희왕 5D's
- 유희왕 ZEXAL
- 유희왕 ARC-V
- 유희왕 VRAINS
- 듀얼마스터즈
- 라이브온 카드리버
- 카드파이트!! 뱅가드
- 퓨처 카드 버디파이트
- 배틀 스피리츠
  - 배틀 스피리츠 소년돌파 바신
  - 배틀 스피리츠 소년격패 단
  - 배틀 스피리츠 브레이브
  - 배틀 스피리츠 히어로즈
  - 배틀 스피리츠 소드 아이즈
  - 최강은하 얼티밋 제로 ~배틀 스피리츠~
  - 배틀 스피리츠 버닝소울
  - 배틀 스피리츠 더블 드라이브
- 위크로스
  - 셀렉터 인펙티드 위크로스
  - 로스토레이지 인사이티드 위크로스

## 같이 보기
- 보드 게임
- 디지털 수집형 카드 게임
- 루트 박스